# Xian de Dehua
Le xian de Dehua (德化县 ; pinyin : Déhuà Xiàn) est un district administratif de la province du Fujian en Chine. Il est placé sous la juridiction de la ville-préfecture de Quanzhou.

## Démographie
La population du district était de 301 888 habitants en 1999.

## Artisanat
La porcelaine Dehua, surnommée Blanc de Chine, y est produite à partir de la dynastie Ming. 